# Wallison
Wallison Nunes Silva (* 24. Juli 2001 in São Paulo) ist ein brasilianischer Fußballspieler.

## Karriere
Wallison begann seine Karriere bei Red Bull Brasil. Im September 2018 stand er erstmals im Kader der ersten Mannschaft von RB Brasil im Staatspokal von São Paulo, kam jedoch zu keinem Einsatz.
Im August 2019 wurde er für zwei Jahre an den österreichischen Zweitligisten FC Liefering verliehen. Sein Debüt in der 2. Liga gab er im selben Monat, als er am zweiten Spieltag der Saison 2019/20 gegen den SK Austria Klagenfurt in der 77. Minute für Tobias Anselm eingewechselt wurde. Während der Leihe kam er zu 24 Zweitligaeinsätzen für die Salzburger. Im März 2021 wurde die Leihe vorzeitig beendet und Wallison kehrte nach Brasilien zurück.